# Jean Louis Bousquet
Jean Louis Bousquet (* 16. August 1664 in Saint-Hippolyte im Languedoc; † 24. Februar 1747 in Kalmar) war ein schwedischer Generalleutnant.

## Leben
1691 kam Bousquet als Glaubensflüchtling nach England. Von dort wechselte er in niederländische Dienste und nahm am Spanischen Erbfolgekrieg teil. 1706 avancierte er zum Kapitän in der Kompanie des Schweizer-Bataillons. Nach seinem Übertritt in sächsische Dienste ist er 1704 im Großen Nordischen Krieg in schwedische Gefangenschaft geraten und hat spätestens 1706 in schwedische Dienste gewechselt. Später diente er als Kapitän im Dragoner-Regiment „Gustav Zülich“. Nach Poltawa war er 1710 bei Karl XII. im osmanischen Exil, nahm 1712, nachdem er zum Oberstleutnant in seinem Regiment aufgestiegen war, an der Schlacht bei Gadebusch teil und war 1713 auch am Handgemenge von Bender beteiligt. Bousquet wurde 1714 in den schwedischen Adelstand erhoben und 1719 bei der Adelsklasse der Schwedischen Ritterschaft (Nr. 1483) introduziert. Kurzzeitig soll er im Bremer-Dragoner-Regiment gestanden haben, erhielt aber 1717 sein Beförderung zum Oberst und wurde 1719 Chef des Bohuslän-Dragoner-Regiments. 1735 war er Kommandeur des Garnisonsregiments in Malmö und stand 1736 in gleicher Stellung dem Garnisonsregiment in Halland vor. Bousquet erhielt 1737 sein eigenes, nach ihm benanntes Regiment und nahm mit diesem am Finnischen Krieg teil. Er avancierte 1741 zum Generalmajor der Infanterie und war dann Kommandant von Fredrikshamn, konnte die Festung gegen die Russen aber nicht verteidigen. Während des Rückzugs zeichnete er sich als Kommandeur der Schützengarde aus und erhielt 1742 das Kommando über die schwedischen Truppen in Finnland. Er wurde in Helsingfors zur Kapitulation gezwungen, wurde jedoch nicht für die Niederlage verantwortlich gemacht, sondern 1743 zum Generalleutnant befördert.
Er war mit Dorotea von Hohendorff vermählt und wurde in der Kirche von Kalmar beigesetzt.